# Шагаль, Владимир Эдуардович
Влади́мир Эдуа́рдович Шага́ль (22 ноября 1925, Москва — 28 декабря 2015, Москва) — советский и российский арабист, переводчик. Доктор филологических наук, профессор.

## Биография
Участник Великой Отечественной войны. Награждён орденом Красной Звезды и медалями.
Окончил Военный институт иностранных языков Советской Армии (1951).
В 1958 году защитил кандидатскую диссертацию «Структурно-семантическая характеристика субстантивных словосочетаний в арабском литературном языке», в 1989 году — докторскую диссертацию «Языковый аспект национальных процессов в арабских странах» (официальные оппоненты М. И. Исаев, В. М. Мамедалиев, Б. Я. Шидфар). Профессор Института стран Азии и Африки МГУ, а также Центра политологии и антропологии современного Востока факультета истории политологии и права РГГУ.
Член Союза писателей СССР (1981) и Союза писателей Москвы.
Супруга — кинокритик Е. М. Стишова (род. 1936), сын Максим (род. 1968) — сценарист и прозаик.

## Основные работы

### Книги
- Современная Ливия: справочник. М., 1965. В соавт. с В. Л. Бодянским.
- Языковой аспект национальных процессов в арабских странах. М., 1987.
- Арабские страны: язык и общество. М., 1997.
- Арабский мир: пути познания // Межкультурная коммуникация и арабский язык. М., 2001.
- Кувейт и кувейтцы в современном мире. М., 2003 (совм. с В. А. Исаевым, А. О. Филоником).

### Переводы
- Н. Махфуз (Египет). Осенние перепела. М., 1965. В соавт. с Н. Рабиновичем
- Ханна Мина (Сирия). Парус и буря. М., 1971. Совм. с Л. И. Медведко
- Абд Ар-Рахман аш-Шаркави (Египет). Феллах. М., 1973. Совм. с Л. И. Медведко
- Ришад Абу Шавир (Палестина). Плач на груди любимой. М., 1981.
- Яхья Яхлюф (Палестина). Наджран в час испытаний. М., 1983
- Али Окля Арсан (Сирия). Голанские высоты. М., 1985. Совм. с. Э. Али-заде
- Салих ат-Тайиб (Судан). Сезон паломничества на Север. Роман. М., 1977
- Избранные произведения писателей Ближнего Востока. М., 1978
- Ваттар ат-Тахир (Алжир). Землетрясение. М., 1980
- Лабиринты ночи. Повести и рассказы. М., 1983